# Dominique du Saint-Sacrement
Pour les articles homonymes, voir Iturat.
Dominique Iturrate, en religion Dominique du Saint-Sacrement (né le 11 mai 1901 et mort le 7 avril 1927), était un prêtre espagnol de l'Ordre des Trinitaires. 

## Biographie
Domingo Iturrate Zubero est né à Dima dans la province de Biscaye le 11 mai 1901. Il est l'ainé des douze enfants du couple Simone Iturrate et María Zubero, agriculteurs et chrétiens. Obéissant et serviable, il est aussi sérieux à l'école qu'il participe aux travaux des champs et fréquente l'église. Enfant de chœur, il s'intéresse au catéchisme, si bien que le curé de la paroisse lui propose de le transmettre aux plus petits. Il fait sa première communion en 1911 et sa confirmation le 26 août 1913.
Se sentant appelé, il demande alors à ses parents de pouvoir se vouer à la vie consacrée, mais si sa mère accepte, son père s'y oppose voulant qu'il prenne la suite de l'entreprise agricole. Opiniâtre, il finit par le convaincre, et  rentre comme aspirant au monastère des Trinitaires d'Algorta le 30 septembre 1914 pour continuer ses études. 

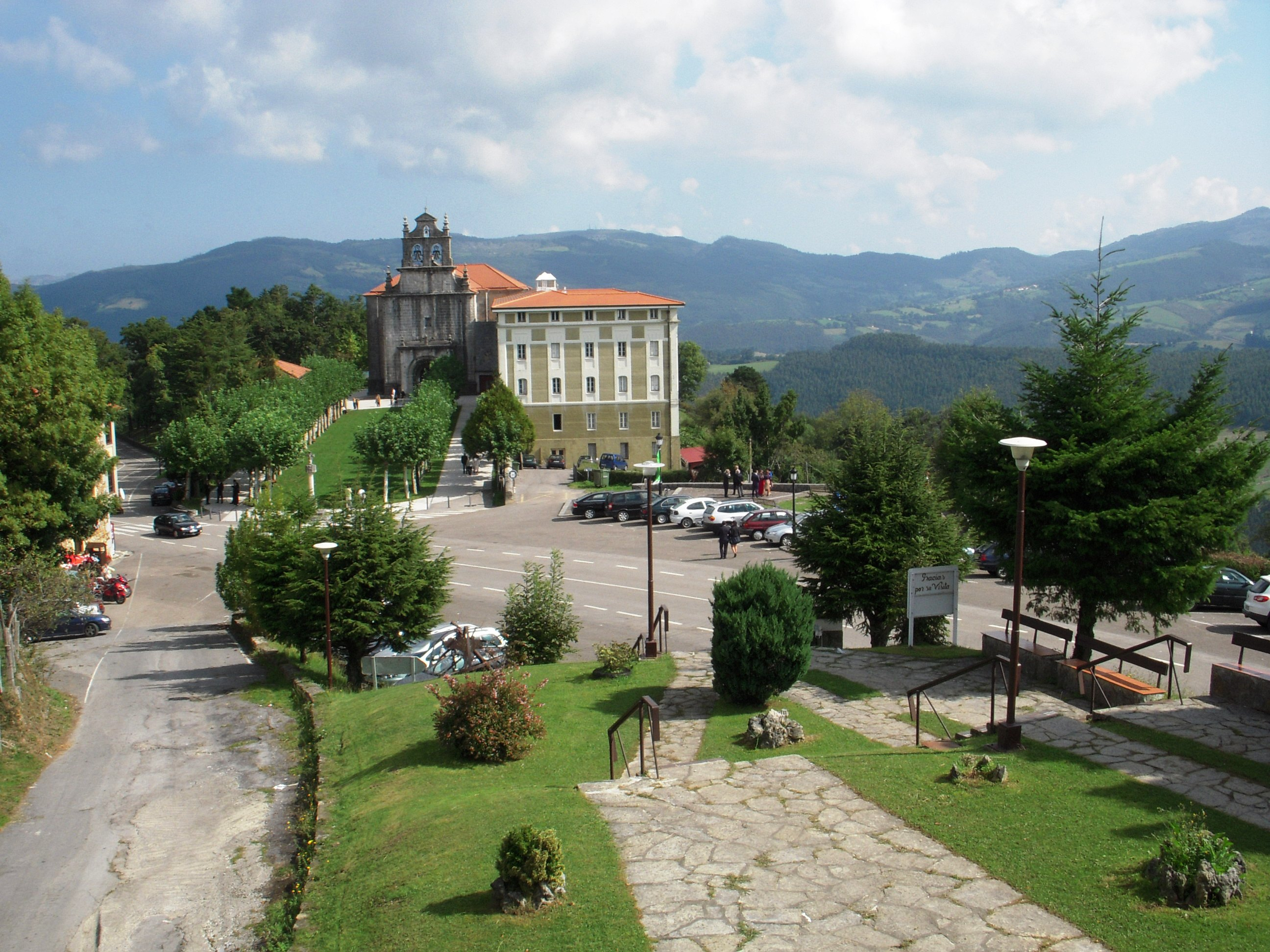
Le sanctuaire de Notre-Dame de la Bien Aparecida confié à l’ordre des Trinitaires depuis 1908.

C'est à 16 ans et demi qu'il est admis au noviciat, exactement le 11 décembre 1917, au sanctuaire de Notre-Dame d'Aparecida, patronne du diocèse de Santander et de la communauté autonome de Cantabrie. Certains commencent à l'appeler "le saint", et il prend le nom de Dominique du Saint-Sacrement lors de sa profession de foi le 14 décembre 1918. Il se distingue par sa piété, sa modestie, son amour de la pauvreté et de l'obéissance. De par son témoignage personnel, on sait aussi qu'au cours du noviciat il a « ressenti de l'aridité d'esprit, un sentiment de condamnation, de l'obscurité, de l'amertume », mais tout cela a disparu le jour de sa profession, et à la suite de prières à la Vierge Marie.

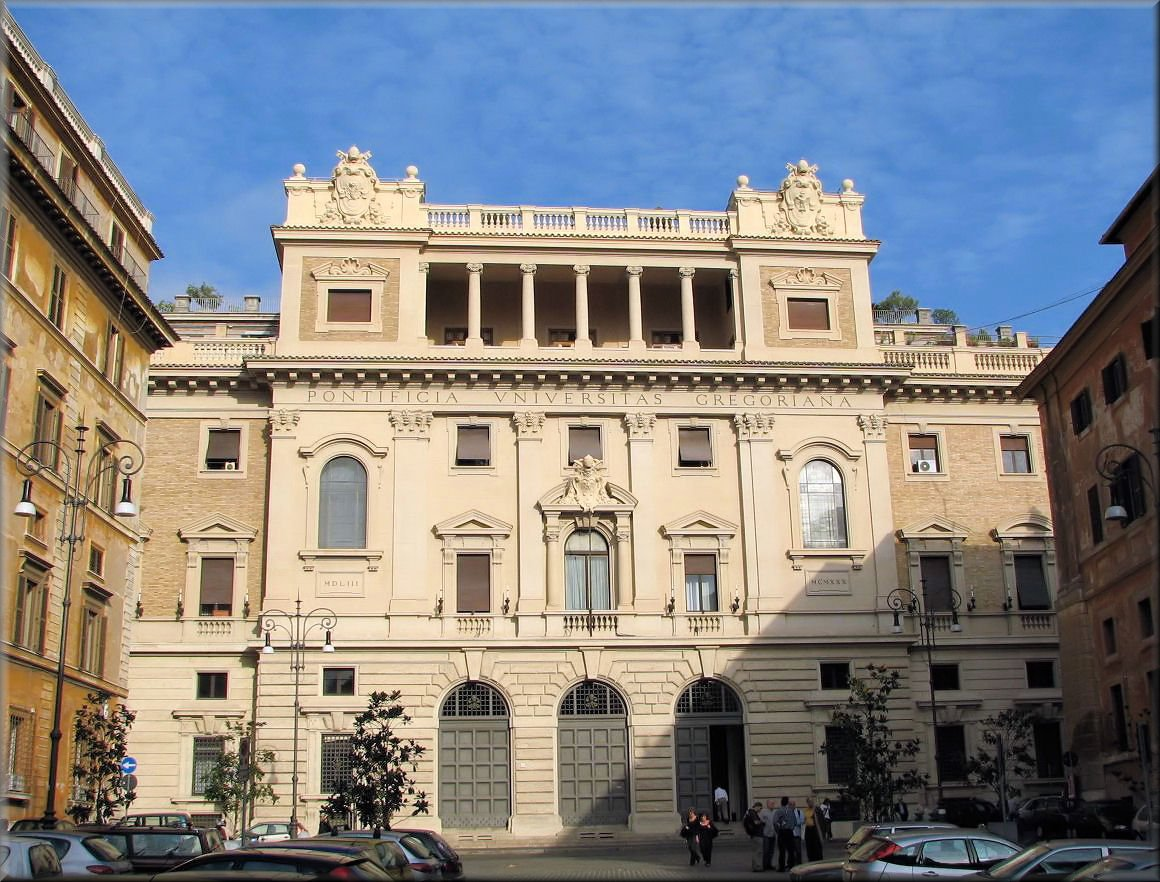
L'Université pontificale grégorienne à Rome.

Il commence des études de philosophie en 1918 qu'il peut poursuivre et compléter par la théologie en étant envoyé à Rome à l'Université pontificale grégorienne. Il y reste de 1919 à 1926 en obtenant les deux diplômes des disciplines respectives, le premier le 3 juillet 1922, et le second le 26 juillet 1926 qui le fait docteur en théologie. Son travail se voit également récompensé par une médaille d'honneur.  
Entre-temps, il prononce ses vœux solennels le 23 octobre 1922 à l'église Saint-Charles-aux-Quatre-Fontaines avant d'être ordonné prêtre le 9 août 1925 à la basilique des Saints-Apôtres. Sa première messe se tient le jour de la fête de l'Assomption, le 15 août 1925. Il célèbre la messe « comme un acte de sacrifice personnel en union avec la Victime Suprême au nom de tous ». En cette Année sainte de la réconciliation et de la paix proclamée par le pape Pie XI, il écrit à ses parents : « J'ai été fait médiateur entre Dieu et les hommes. Soyez heureuses et mille fois heureuses les familles qui comptent parmi leurs membres un prêtre qui intercède pour elles. Heureux les parents qui, dans leur vieillesse, quand ils voient la mort approcher, peuvent dire : J'ai un fils prêtre qui offre des sacrifices pour moi ».
Puis il exprime le souhait de partir au Canada ou à Madagascar afin d'ouvrir une mission pour l'Ordre, mais ses supérieurs préfèrent lui confier le poste d'assistant du recteur du séminaire des Trinitaires. Ses compétences ainsi que ses qualités humaines et spirituelles lui permettent de devenir maître des novices et des étudiants à la suite du chapitre général de 1926. D'autre part, il est apprécié pour sa piété et son esprit de service : la sacristie, la cuisine et surtout les malades qui sont ses « favoris ».  

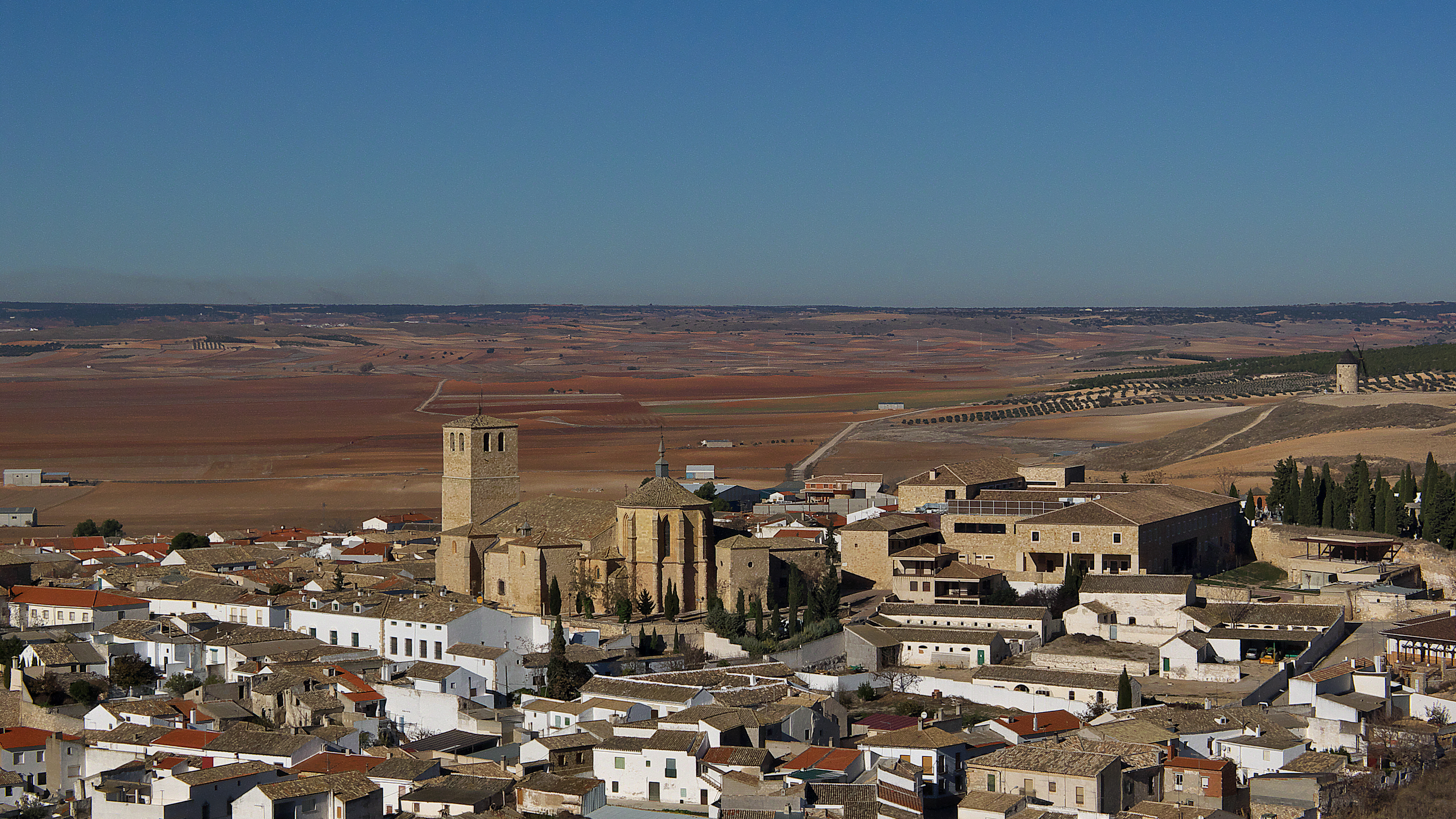
Vue de Belmonte où le Bienheureux Dominique se retire avant sa mort.

Dès 1925 sa santé s'affaiblit, et lors d'une consultation en juin 1926, on lui détecte une tuberculose pulmonaire déjà bien avancée. Malgré un séjour à Rocca di Papa à l'écart de Rome, il part pour l'Espagne rejoindre le monastère d'Algorta pour se reposer et tenter de se soigner. Sur le trajet, il va prier Notre-Dame de Lourdes. Il continue autant que faire se peut d'observer ses devoirs religieux, écrit quelques articles pour la revue trinitaire O Santo Triságio en acceptant la maladie, renforçant ainsi sa vie spirituelle. Malgré tout, il est déclaré incurable et il se retire le 28 décembre 1926 au monastère de Belmonte pouvant encore tirer bénéfice de son climat chaud et sec accompagné d'un repos complet. En franchissant la porte du monastère, il dit : Hic dormiam et requiescam (Ici je vais m'allonger et me reposer). Quelques mois plus tard, il meurt en odeur de sainteté le 7 avril 1927 avant d'atteindre sa vingt-sixième année.

## Postérité

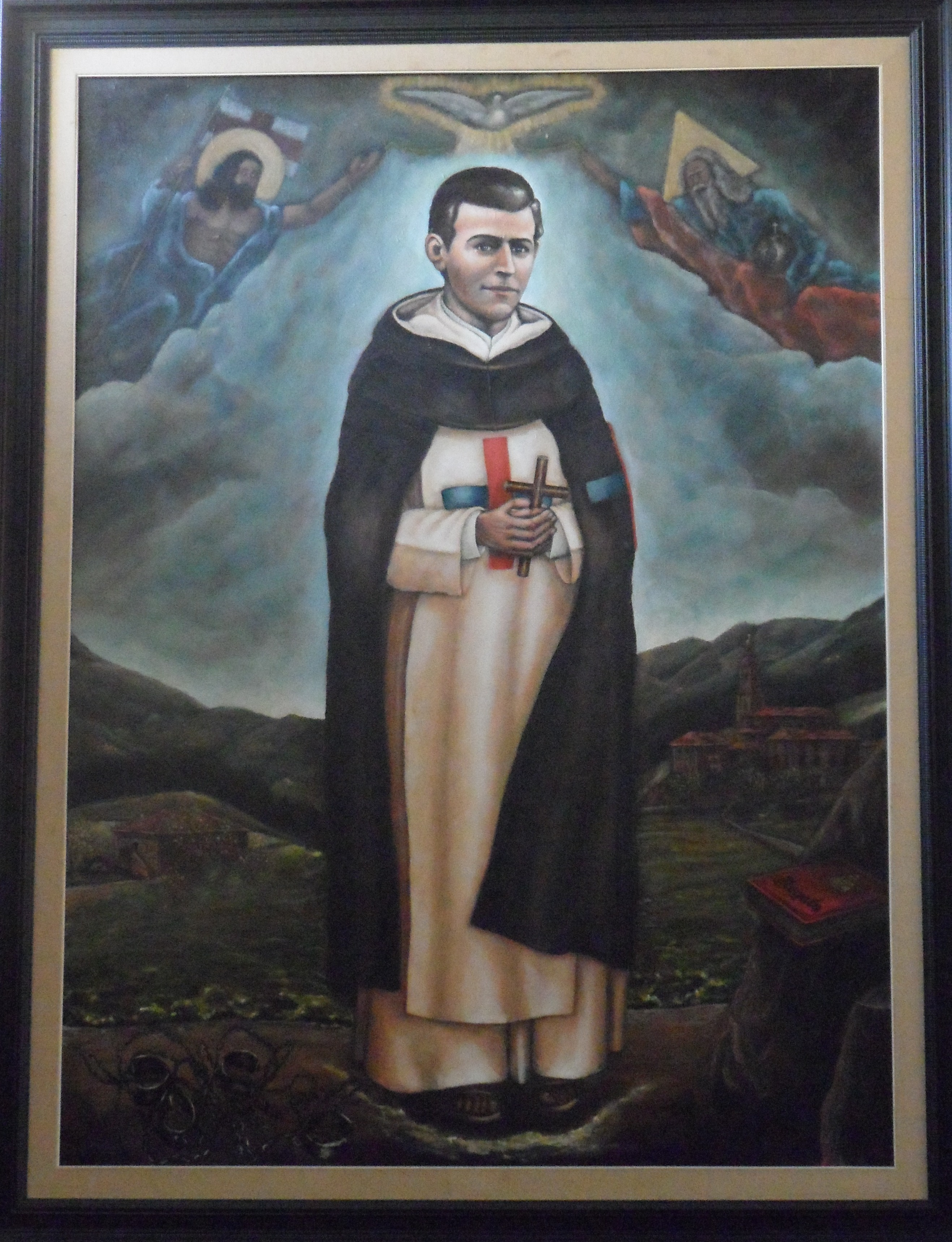
Toile vénéré dans l'église de la Sainte Trinité à Algorta, Espagne.

Après une deuxième exhumation, ses reliques ont été placées à l'église des Trinitaires du Saint-Rédempteur dans le quartier à Getxo. La renommée de sainteté de Dominique Iturrate s'est diffusée en Espagne et même en Amérique latine, étant un modèle accessible et praticable de sainteté pour les jeunes et moins jeunes, religieux et prêtres.  
Sa béatification a été célébrée le 30 octobre 1983 par le pape Jean-Paul II qui a déclaré : « Il a tout orienté vers la Trinité et a tout contemplé depuis ce mystère ineffable. (...) Il exprima une fidélité à l'appel intérieur et une réponse généreuse à celui-ci. En tant que religieux trinitaire, il a essayé de vivre selon les deux grands axes de la spiritualité de son Ordre : le mystère de la Très Sainte Trinité et l'œuvre de la Rédemption, qui est devenue en lui une expérience d'intense charité ».
Sa fête est fixée au 8 avril selon le Martyrologe romain.   
Pensée personnelle : « Dans les petites choses de chaque jour, sois fidèle et mets tout ton amour dans la tâche ». À se rappeler : « Aujourd'hui et ici, faire de mon mieux avec ce qui est devant moi, car c'est la volonté de Dieu ».